# NGC 1280
NGC 1280 é uma galáxia espiral barrada (SBc) localizada na direcção da constelação de Cetus. Possui uma declinação de -00° 10' 08" e uma ascensão recta de 3 horas, 17 minutos e 57,0 segundos.
A galáxia NGC 1280 foi descoberta em 19 de Dezembro de 1881 por Édouard Jean-Marie Stephan.